# Gymnachirus melas
Gymnachirus melas är en fiskart som beskrevs av Nichols, 1916. Gymnachirus melas ingår i släktet Gymnachirus och familjen Achiridae. Inga underarter finns listade i Catalogue of Life.